# Campeonato de España de Conjuntos de Gimnasia Rítmica
El Campeonato de España de Conjuntos de Gimnasia Rítmica es la competición nacional de conjuntos de gimnasia rítmica más importante en España. Es organizado anualmente desde 1975 por la Real Federación Española de Gimnasia. Otras competiciones nacionales anuales de gimnasia rítmica son el Campeonato de España Individual (ahora celebrado junto al Campeonato de España Individual Masculino), la Copa de la Reina (celebrada junto al Campeonato Nacional Base Individual) y la Copa de España de Conjuntos (celebrada junto al Campeonato Nacional Base de Conjuntos). En la actualidad se celebra el mes de diciembre.

## Historia
Las dos primeras ediciones se disputaron a la vez que el Campeonato de España Individual y a mediados de año, pasando en 1977 a celebrarse de forma independiente. Desde 1986 se celebra el mes de diciembre. La primera edición tuvo lugar en el Gimnasio Moscardó de Madrid a finales de abril de 1975. En esta primera cita nacional se proclamó campeón el conjunto del Colegio El Carmen (Murcia), mientras que completó el podio el Club Moscardó (Madrid) y el Club Medina «A» (Valladolid).

## Retransmisiones en directo por televisión e internet

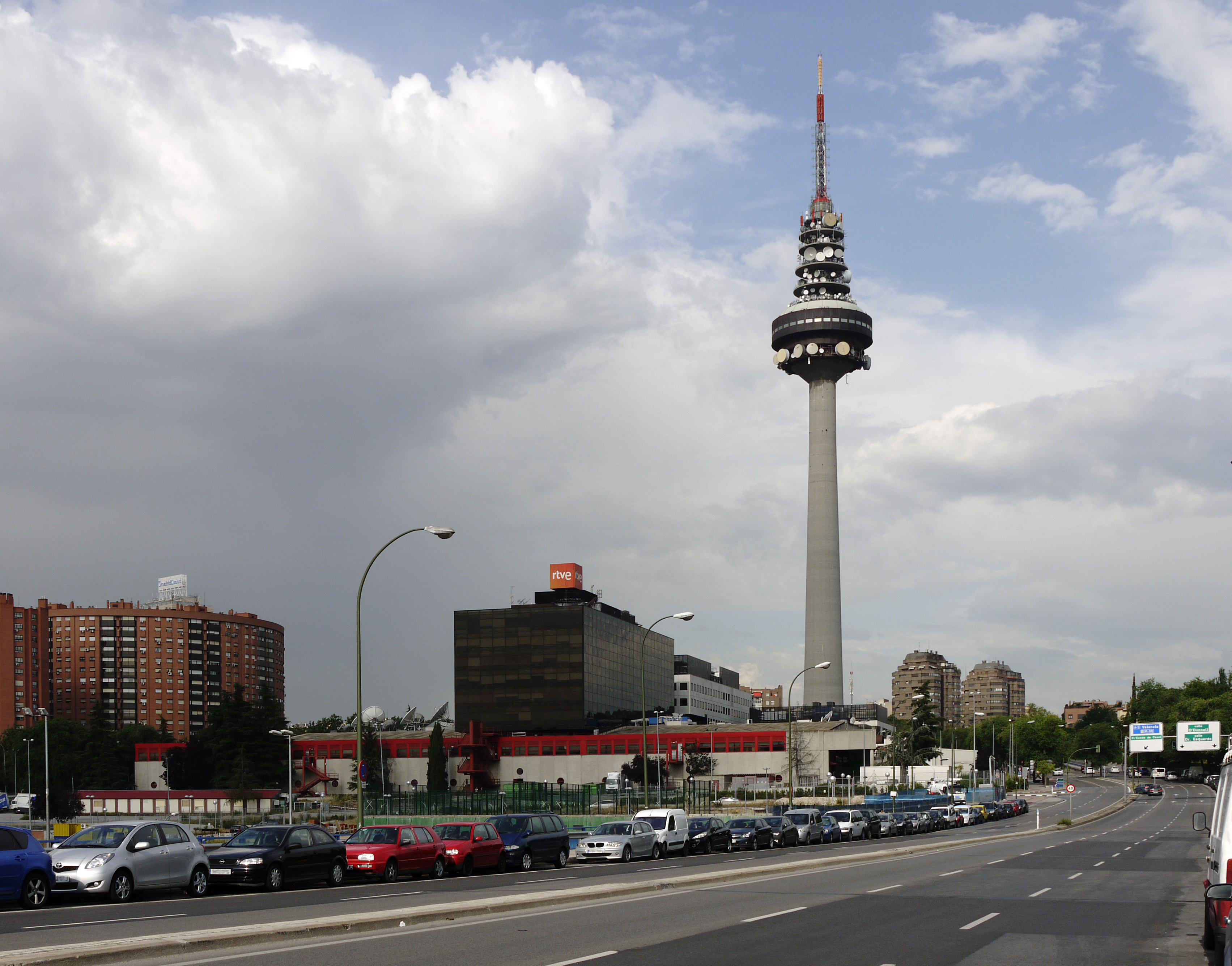
Televisión Española emitió en directo los Campeonatos de España desde 1983 hasta mediados de los 90.

Aunque el Campeonato de España Individual se retransmitía regularmente desde 1983, el Campeonato de España de Conjuntos se emitió en TVE-2 (actual La 2) en años como 1986, 1988, 1989 o 1992 (normalmente dentro del programa Estadio 2), y en Teledeporte en 1994 y 1996. A partir de 1987 la comentarista principal de los campeonatos fue Paloma del Río, que sustituyó a María Escario en las retransmisiones.
Desde diciembre de 2012, a través del canal de YouTube de la Real Federación Española de Gimnasia se han retransmitido en directo algunas jornadas del Campeonato de España Individual, el de Conjuntos o la Copa de la Reina, así como de otras competiciones nacionales de gimnasia rítmica.

## Categorías
En la gimnasia rítmica federada a nivel nacional se desarrollan diferentes categorías dependiendo de la edad que se cumpla el año que se celebra la competición. Dichas categorías presentan en la modalidad de conjuntos una mayor flexibilidad respecto a la edad que en modalidad individual. Estas categorías en conjuntos son benjamín (8 - 9), alevín (9 - 11), infantil (11 - 13), júnior (13 - 15) y sénior (15 años o más). Adicionalmente, en el Campeonato de España de Conjuntos está presente además la 1.ª categoría (donde compiten los conjuntos primeros clasificados en esta misma categoría el año anterior, y al menos los 3 primeros clasificados el año anterior en categoría júnior y sénior). A diferencia del Campeonato de España Individual, en el Campeonato de España de Conjuntos no se celebra ni la categoría de honor júnior ni la categoría de honor sénior. Durante el campeonato se desarrolla tanto el concurso general como la final por aparatos en cada una de estas categorías, excepto en la benjamín, que no tiene final por aparatos.

## Listado de las campeonas de España absolutas
En 1975 solo existía la categoría única. Desde 1976, la máxima categoría recibió el nombre de 1.ª categoría.
| Edición         | Año             | Sede                   | Campeón de España                                                                  | 2.º clasificado                                                       | 3.er clasificado                                  |
| Categoría única | Categoría única | Categoría única        | Categoría única                                                                    | Categoría única                                                       | Categoría única                                   |
| --------------- | --------------- | ---------------------- | ---------------------------------------------------------------------------------- | --------------------------------------------------------------------- | ------------------------------------------------- |
| I               | 1975            | Madrid                 | Colegio El Carmen de Murcia                                                        | Club Moscardó de Madrid                                               | Club Medina «A» de Valladolid                     |
| 1.ª categoría   |                 |                        |                                                                                    |                                                                       |                                                   |
| II              | 1976            | Madrid                 | Independiente                                                                      | Desierto                                                              | Desierto                                          |
| III             | 1977            | Madrid[6]              | Club Moscardó de Madrid                                                            | Club E.P.D. de Valencia                                               | Club G. Maragall de Barcelona                     |
| IV              | 1978            | Valladolid             | Club E.P.D. «A» de Valencia                                                        | Club E.P.D. «B» de Valencia                                           | Club Moscardó de Madrid                           |
| V               | 1979            | Orense                 | Club Vallisoletano «A» de Valladolid                                               | Club 2000 de Orense                                                   | Club Vallisoletano «B» de Valladolid              |
| VI              | 1980            | Jaén[7]                | Club Vallisoletano «A» de Valladolid                                               | Club Avia de Santa Cruz de Tenerife                                   | Colegio El Molino de Madrid                       |
| VII             | 1981            | Valladolid             | Club Vallisoletano de Valladolid                                                   | C.E.G.R. Zaragoza de Zaragoza                                         | Colegio El Molino de Madrid                       |
| VIII            | 1982            | Santa Cruz de Tenerife | Club Atlético Montemar de Alicante                                                 | Escuela Provincial de Santa Cruz de Tenerife                          | C.E.G.R. Zaragoza de Zaragoza                     |
| IX              | 1983            | Málaga                 | Club Nelva de Murcia                                                               | Club Vallisoletano de Valladolid                                      | C.E.G.R. Zaragoza de Zaragoza                     |
| X               | 1984            | Segovia[8]             | Club Dominicas de Las Palmas de Gran Canaria                                       | Escuela de Competición de Murcia                                      | Club Vallisoletano de Valladolid                  |
| XI              | 1985            | Valencia               | Club Ivanka Tchakarova de Pamplona                                                 | Escuela de Competición de Murcia                                      | C.E.G.R. Zaragoza de Zaragoza                     |
| XII             | 1986            | Alicante               | E.T.G. de Valladolid                                                               | Escuela Municipal de Santa Cruz de Tenerife                           | Club Ivanka Tchakarova de Pamplona                |
| XIII            | 1987            | Onteniente             | Escuela Municipal de Santa Cruz de Tenerife                                        | E.T.G. de Valladolid                                                  | C.E.G.R. Zaragoza de Zaragoza                     |
| XIV             | 1988            | Playa de Aro           | Escuela Catalana de Barcelona                                                      | S.C.D.R. Anaitasuna de Pamplona                                       | C.E.G.R. Zaragoza de Zaragoza                     |
| XV              | 1989            | Torrelavega            | Escuela de Tecnificación de Santa Cruz de Tenerife                                 | S.C.D.R. Anaitasuna de Pamplona                                       | Club Atlético Montemar de Alicante                |
| XVI             | 1990            | Zaragoza               | Escuela de Tecnificación de Santa Cruz de Tenerife / Escuela Catalana de Barcelona | Desierto                                                              | Escuela de Competición de Murcia                  |
| XVII            | 1991            | Zaragoza               | Escuela de Competición de Murcia                                                   |                                                                       |                                                   |
| XVIII           | 1992            | Málaga                 |                                                                                    |                                                                       |                                                   |
| XIX             | 1993            | Gijón                  | Escuela de Gimnasia Cepsa-Tenerife de Santa Cruz de Tenerife                       | Club Atlético Montemar de Alicante                                    | E.G.R. Madrid de Madrid                           |
| XX              | 1994            | Gijón                  |                                                                                    | Sícoris Club, Lleida                                                  |                                                   |
| XXI             | 1995            | Murcia                 | Sociedad Gimnástica Chamartín de Madrid                                            | Club Atlético Montemar de Alicante / Escuela de Competición de Murcia | Desierto                                          |
| XXII            | 1996            | Alicante               | Club Atlético Montemar de Alicante                                                 | Club Atzar de Valencia                                                | E.G.R. Madrid de Madrid                           |
| XXIII           | 1997            | Sevilla                | Club Atlético Montemar de Alicante                                                 | Escuela de Gimnasia Cepsa-Tenerife de Santa Cruz de Tenerife          | Club Atzar de Valencia / E.G.R. Madrid de Madrid  |
| XXIV            | 1998            | Zaragoza               | Club Atlético Montemar de Alicante                                                 |                                                                       |                                                   |
| XXV             | 1999            | Valladolid             | Club Atlético Montemar de Alicante                                                 | S.C.D.R. Anaitasuna de Pamplona                                       | Club Atzar de Valencia                            |
| XXVI            | 2000            | Málaga                 | Club Atlético Montemar de Alicante                                                 | Club Ipurúa de Éibar                                                  | S.C.D.R. Anaitasuna de Pamplona                   |
| XXVII           | 2001            | Vitoria                |                                                                                    | Club Ipurúa de Éibar                                                  |                                                   |
| XXVIII          | 2002            | Murcia                 | Club Ipurúa de Éibar                                                               |                                                                       |                                                   |
| XXIX            | 2003            | Torrevieja             |                                                                                    | Club Ipurúa de Éibar[9]                                               |                                                   |
| XXX             | 2004            | Gijón                  | S.C.D.R. Anaitasuna de Pamplona                                                    | C.E.G.R. Zaragoza de Zaragoza                                         | Club Deportivo Zaragozano de Gimnasia de Zaragoza |
| XXXI            | 2005            | Pamplona               | Club Ritmo de León                                                                 | Club Atlético Montemar de Alicante                                    | S.C.D.R. Anaitasuna de Pamplona                   |
| XXXII           | 2006            | Vecindario             | Club Ipurúa de Éibar                                                               | Club Ritmo de León                                                    | Club CEU Jesús María de Alicante                  |
| XXXIII          | 2007            | Granada                | Club Ritmo de León                                                                 | Club Ipurúa de Éibar                                                  | Club Rítmica Alaia de Valle de Egüés[10]          |
| XXXIV           | 2008            | Zaragoza               | Club Ipurúa de Éibar                                                               | Club Ritmo de León                                                    | Club Distrito III de Alcalá de Henares            |
| XXXV            | 2009            | Valladolid             | Club Ritmo de León                                                                 | S.C.D.R. Anaitasuna de Pamplona                                       | Club Rítmica Alaia de Valle de Egüés              |
| XXXVI           | 2010            | Logroño                | Club Ritmo de León                                                                 | Club CEU Jesús María de Alicante                                      | Club Odisea Tenerife de Santa Cruz de Tenerife    |
| XXXVII          | 2011            | Zaragoza               | A.G.R. Cataluña de San Cugat del Vallés                                            | Club Ritmo de León                                                    | Club L'Almara de Burjasot                         |
| XXXVIII         | 2012            | Castellón de la Plana  | Club Odisea Tenerife de Santa Cruz de Tenerife                                     | Club Ritmo de León                                                    | Club Rítmica Vallecas de Madrid                   |
| XXXIX           | 2013            | Granada                | Club Ritmo de León                                                                 | Club Rítmica Vallecas de Madrid                                       | Club Riba-roja de Ribarroja del Turia             |
| XL              | 2014            | Zaragoza               | Club L'Almara de Burjasot                                                          | Club Riba-roja de Ribarroja del Turia                                 | Club Rítmica Vallecas de Madrid                   |
| XLI             | 2015            | Valladolid             | Club Llíria de Liria                                                               | S.C.D.R. Anaitasuna de Pamplona                                       | Club Riba-roja de Ribarroja del Turia             |
| XLII            | 2016            | Murcia                 | Club Mabel de Benicarló                                                            | Club Riba-roja de Ribarroja del Turia                                 | Club Rítmica Vallecas de Madrid                   |
| XLIII           | 2017            | Valladolid             | Club Batistana de Santa Cruz de Tenerife                                           | Club Beti-Rítmica de Vitoria                                          | Club Deportivo Praxis de Vecindario               |
| XLIV            | 2018            | Pamplona               | Club Mabel de Benicarló                                                            | Club Riba-roja de Ribarroja del Turia                                 | Club Batistana de Santa Cruz de Tenerife          |
| XLV             | 2019            | Zaragoza               | Club Cronos de Murcia                                                              | Club Mabel de Benicarló                                               | Club Batistana de Santa Cruz de Tenerife          |
| XLVI            | 2020            | Valencia               | Club Batistana de Santa Cruz de Tenerife                                           | Club Cronos de Murcia                                                 | Club Alaia de Valle de Egüés                      |
| XLVII           | 2021            | -                      | -                                                                                  | -                                                                     | -                                                 |